# مقاطعة إيست فيليكينا (لويزيانا)
مقاطعة إيست فيليكينا (بالإنجليزية: East Feliciana Parish, Louisiana)‏ هي إحدى مقاطعات ولاية لويزيانا في الولايات المتحدة. تأسست سنة 1824، وتبلغ مساحتها 1180 كم2، بلغ عدد سكانها 20267 نسمة في عام 2010 حسب إحصاء مكتب تعداد الولايات المتحدة وتصل الكثافة السكانية فيها 18 نسمة/كم2.

## أعلام
- بلانش ماكمانوس
- نات وليامز

## وصلات خارجية
- United States Counties